# Сетово (Курганская область)
Сетово — село в Целинном районе Курганской области, административный центр Сетовского сельсовета.
Расположено между озёрами Круглое и Соленое.
В селе шесть улиц: Верхняя, Восточная, Заречная, Нижняя, Центральная и Школьная.

## История
До 1917 года входило в состав Становской волости Челябинского уезда Оренбургской губернии. По данным на 1926 год состояло из 276 хозяйств. В административном отношении являлось центром Сетовского сельсовета Долговского района Челябинского округа Уральской области.

## Население
| 1989 | 2002 | 2010 | 2012 | 2013 | 2014 | 2015 |
| ---- | ---- | ---- | ---- | ---- | ---- | ---- |
| 559  | ↘538 | ↘312 | ↘298 | ↘288 | ↘271 | ↘262 |
| 2016 | 2017 | 2018 | 2019 | 2020 |      |      |
| ↘236 | ↘217 | ↘204 | ↘196 | ↘186 |      |      |

По данным переписи 1926 года в деревне проживало 1115 человек (503 мужчины и 612 женщин), в том числе: русские составляли 100 % населения.